# Cueva de Chaves
La cueva de Chaves fue un yacimiento neolítico situado en las proximidades de la localidad de Bastarás, municipio de Casbas de Huesca, provincia de Huesca, España. El yacimiento, considerado de los más importantes de España de la época junto al de la cueva de l'Or de Alicante, fue destruido de manera ilegal en 2007 por Victorino Alonso mediante unas obras que convirtieron la cueva en un abrevadero.
Había sido parte del conjunto del Arte rupestre del arco mediterráneo de la península ibérica declarado Patrimonio de la Humanidad por la UNESCO en el año 1998 (ref. 874-547, 548 y 549).

## Descripción
La cueva de Chaves, con una superficie aproximada de 3300 m², albergaba un yacimiento arqueológico considerado como uno de los más importantes asentamientos neolíticos de la península ibérica. 
Dicho yacimiento fue descubierto por el arqueólogo Vicente Baldellou Martínez en la década de 1970, siendo este último el director de la excavación arqueológica. La cueva se hallaba dentro de una finca privada propiedad de la empresa Fimbas S. A. empleada como coto de caza.
Hasta el año 2007 la intervención arqueológica se había desarrollado fundamentalmente en una zona de 110 m², concretamente en una zona rectangular excavada donde eran claramente visibles los signos de intervención arqueológica. La existencia de losas de gran tonelaje en la cueva y el peligro que estas entrañaban habían impedido avanzar la investigación arqueológica en otras zonas de la cueva y las investigaciones tenían lugar anualmente en campañas de verano, a iniciativa de los arqueólogos, con la previa autorización de la Dirección General del Patrimonio Cultural del Gobierno de Aragón y la autorización de la empresa Fimbas.
Aunque la cueva de Chaves no había sido declarada de forma expresa como bien de interés cultural, se encontraba dentro del entorno de protección de las cuevas de Solencio I, II y III, con manifestaciones de pintura rupestre y declaradas como Bien de Interés Cultural conforme lo establecido en la Orden de 6 de octubre de 2003, del Departamento de Educación, Cultura y Deporte del Gobierno de Aragón. Asimismo, la finca de Bastarás se encuentra incluida dentro del parque natural de la Sierra y Cañones de Guara y su zona periférica de protección, que a su vez son parte de la Red Natura 2000.

## Destrucción y proceso judicial
En octubre de 2007 el empresario de origen leonés Victorino Alonso García, al mando de la explotación de la finca donde se encontraba la cueva, contrató la realización de unas obras en la cueva consistentes en el vaciado de sus losas y sedimentos, con el fin de nivelar el suelo de la cueva y colocar comederos y abrevaderos para la cría de cabras, así como de utilizar el material extraído para la construcción de un dique de contención de aguas cercano a la cueva. Dicha obra fue realizada sin comunicación ni autorización previa por parte del gobierno aragonés. Para la obra se empleó una retroexcavadora de gran tonelaje y se calcula que se extrajeron unos 2247 m³ de sedimentos, equivalentes a entre 3 y 4 metros de altura, depositándose estos en un barranco del entorno.
Por estos hechos, Victorino Alonso García fue condenado en noviembre de 2016 como autor de un delito sobre el patrimonio histórico a dos años y seis meses de cárcel y a abonar 25 490 805 € en concepto de indemnización al Gobierno de Aragón, debiendo Fimbas S. A. responder subsidiariamente de esta cantidad. Tras el recurso de la defensa, la Audiencia de Huesca falló en enero de 2018 reduciendo la condena de cárcel en seis meses por dilaciones indebidas en el proceso.
Tras la solicitud cursada por la Dirección General de Patrimonio Cultural del Departamento de Presidencia, Interior y Cultura del Gobierno de Aragón, finalmente el 20 de septiembre de 2024 el Juzgado de lo Penal n.º 1 de Huesca emitió un auto autorizando de forma urgente el acceso al yacimiento y su entorno para continuar con las investigaciones arqueológicas, que corren a cargo de un equipo de la Universidad de Zaragoza. Asimismo, el juzgado autorizó la celebración de las jornadas de puertas abiertas que se consideren pertinentes al objeto de dar a conocer a la sociedad aragonesa las actuaciones emprendidas para la recuperación de este relevante Patrimonio. Finalmente, el auto recordaba que la finca donde se ubica la cueva de Chaves sigue pendiente de entrega a la Diputación General de Aragón, siendo el único bien que tiene inscrito a su nombre Fimbas S. A., empresa condenada a hacer frente a los daños por responsabilidad civil derivada del delito.